# 戈格爾格拉本河
49°59′27.90″N 9°15′07.93″E / 49.9910833°N 9.2522028°E

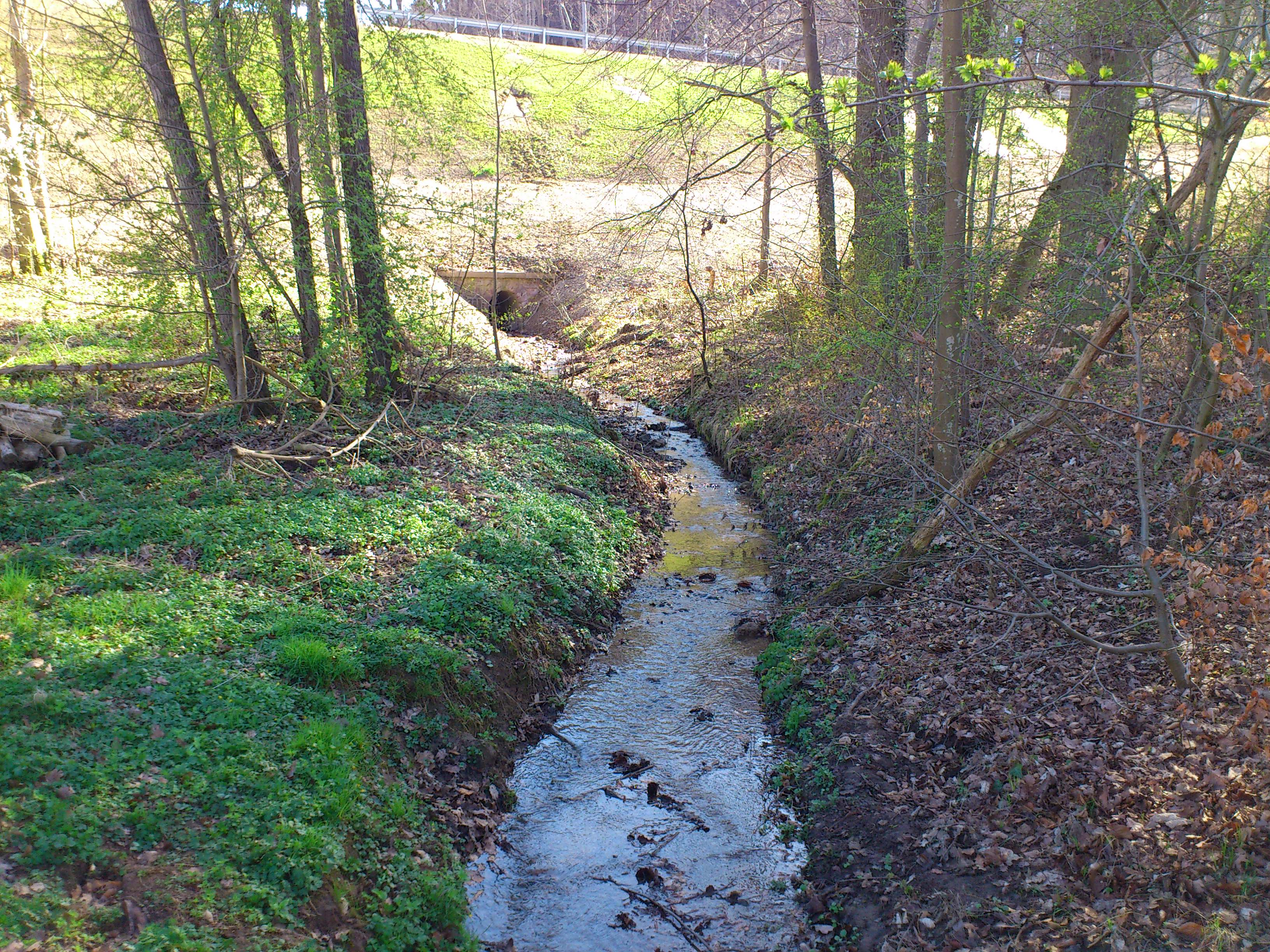

戈格爾格拉本河（德語：Gogelgraben），是德國的河流，位於該國東南部，由巴伐利亞負責管轄，屬於阿沙夫河的右支流，河道全長1.5公里，流域面積1.4平方公里。